# Leonard Carlitz
Leonard Carlitz, né le 26 décembre 1907 à Philadelphie et mort le 17 septembre 1999 à Pittsburgh (1907-1999) est un mathématicien américain, spécialiste de théorie des nombres et de combinatoire.
Initiateur de l'arithmétique des corps de fonctions, il introduit ce qui est appelé par la suite le module de Carlitz, premier des modules de Drinfeld (en).
Chercheur extrêmement prolifique, Carlitz a publié 771 articles, et a encadré 45 étudiants en thèse et 51 en master.

## Biographie
Leonard Carlitz obtient un B.A. à l'université de Pennsylvanie en 1927, puis en 1930 un Ph. D., aussi à l'université de Pennsylvanie, avec une thèse intitulée Galois fields of certain types, sous la direction de Howard Mitchell, qui lui-même avait étudié avec Oswald Veblen à l'université de Princeton. En 1930-31 il est boursier national (National Research Council Fellow) au Caltech avec Eric Temple Bell, et il passe l’année 1931-1932 comme boursier international (International Research Fellow) à l'université de Cambridge auprès de Godfrey Harold Hardy.
En 1932, il réussit à obtenir un poste de professeur à l'université Duke, à une l'époque où, pendant la dépression économique, les postes sont extrêmement rares. Il commence son activité en automne 1932, et il reste à l'université jusqu'à sa retraite en 1977, à l'exception de l'année 1935-1936 passée à l'Institute for Advanced Study. Depuis 1964, Carlitz est le premier James B. Duke Professor en mathématiques, le plus haut grade de l’université. De 1940 à 1977, il dirige 45 étudiants en thèse et 51 en master.
Carlitz est activement impliqué dans la préparation et le lancement de la revue mathématique Duke Mathematical Journal, publiée par la Duke University Press et qui paraît pour la première fois en 1935. De 1938 à 1973, il est membre du comité de rédaction de la revue, dont il est rédacteur en chef de 1945 à 1973. Il est membre de plusieurs sociétés savantes : American Mathematical Society, Mathematical Association of America, et la Society for Industrial and Applied Mathematics.

## Publications
Leonard Carlitz a publié quelque 771 articles scientifique totalisant environ 7 000 pages. L'édition des œuvres complètes est préparée par deux articles de John Brillhart et. al. en 2012,.
L'environnement autour de l'exceptionnelle productivité de Carlitz est décrite par David Hayes en ces termes :
« During the early 1960s, when I was one of his graduate students, Carlitz had a National Science Foundation grant that paid for a half-time secretary. On more than one day I observed him reading a journal paper raising a question that he found of interest, that evening writing up a paper of his own answering the question, and having it typed and sent off to a journal the following day. »
Environ 160 articles, soit à peu près un cinquième des travaux de Carlitz, ont trait au domaine des corps finis. Le livre ‘’Finite Fields’’ de Rudolf Lidl et Harald Niederreiter contient 141 références dont Carlitz est l’un des auteurs ou coauteurs.
Les contributions les plus significatives de Carlitz sont, de l’avis de Brawley:
- le module de Carlitz, premier des modules de Drinfeld[9] ;
- la conjecture de Carlitz[10] ;
- la borne de Carlitz-Uchiyama[11].